# Carlos Rodríguez Mercader
Carlos Alfredo Rodríguez Mercader (24 de febrero de 1950, Minas - desaparecido desde el 1 de octubre de 1976) fue un profesor uruguayo, secuestrado y asesinado en el marco del Plan Cóndor.

## Vida
Su padre fue Alfredo Rodríguez Luciani y su madre Amalia Catalina Mercader Arrien. 
En 1957 se radica con su madre y su hermana Zolinda Rodríguez Mercader, a la ciudad de Santa Lucía, Departamento de Canelones. Allí cursa primaria, secundaria y Universidad del Trabajo del Uruguay (UTU).
En el año 1968 cursa preparatorio de ingeniería en el IAVA y al mismo tiempo cursa la Escuela Superior de Mecánica (UTU). Se recibe de profesor de mecánica en el Centro de Formación Docente de UTU. 
Fue maestro de tornería mecánica en la Escuela Industrial de Piedras Blancas. Fue miembro del gremio de la Asociación de Funcionarios de UTU (AFUTU). 
Junto a su esposa Ivonne Trías participaban en la Federación Anarquista Uruguaya (FAU), en el movimiento Resistencia Obrera Estudiantil (ROE) y en el Partido por la Victoria del Pueblo (PVP). 

## Desaparición
En 1973 detienen a su esposa Ivonne Trías quien fue presa política por 14 años. Debido a su detención y la represión que se estaba desatando en Uruguay, Carlos Alfredo pasa a radicarse en Argentina. 
En el año 1976, el 1.º de octubre fue secuestrado a los 26 años de edad y no se supo más nada de él. En la misma semana, también en Buenos Aires, fueron desaparecidos su cuñada Cecilia Trías y la pareja de ella, Washington Cram.
Amalia Mercader, su madre, fue una de las "Madres de Detenidos y Desaparecidos" de Uruguay, y le buscó durante todos los años que le restaron de vida, hasta su fallecimiento el 24 de diciembre de 2016. Hasta entonces, no ha habido un esclarecimiento del secuestro y asesinato de Carlos Alfredo.

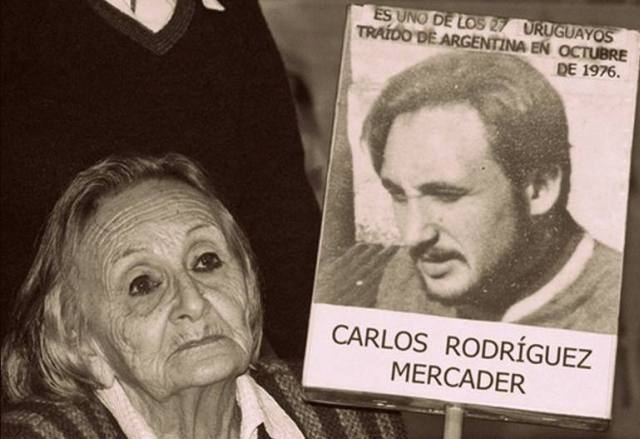
Amalia solía ir con la foto de Carlos Alfredo a las manifestaciones en reclamo de verdad y justicia. Murió sin saber la verdad sobre su hijo.

En Uruguay existe una ley llamada "Ley de Caducidad" que protege a los exmilitares que realizaron violaciones a los derechos humanos y crímenes de lesa humanidad. La ley fue puesta en discusión de la población en dos oportunidades, pero en ninguno de los casos se logró derogar.
Tanto en la sede central de la Escuela UTU en Montevideo como en la Escuela Industrial de Santa Lucía, existen "placas de la memoria" que le recuerdan por su trayectoria como profesor y sindicalista.
En 2013 se creó el "Espacio Carlos Alfredo Rodríguez Mercader" en la ciudad de Santa Lucía.